# 信长之野望·岚世记
《信长之野望·岚世记》是一款由光荣公司制作和发行的历史类战略游戏。本游戏是信长之野望系列第9作。本游戏最初于2001年2月在Windows发行。游戏后移植至多个平台，包括PlayStation2和Xbox等。
游戏发生在日本战国时期，玩家可以选择某个领主，目的是要统一全国。游戏的音乐按照各个地区大名的歌曲而来。在游戏中，如果时间已至1700年，则由于超过年数而结束。
在本作中，武将的能力分为政治、统率、知略、野望、义理和相性。